# 三寶荒神

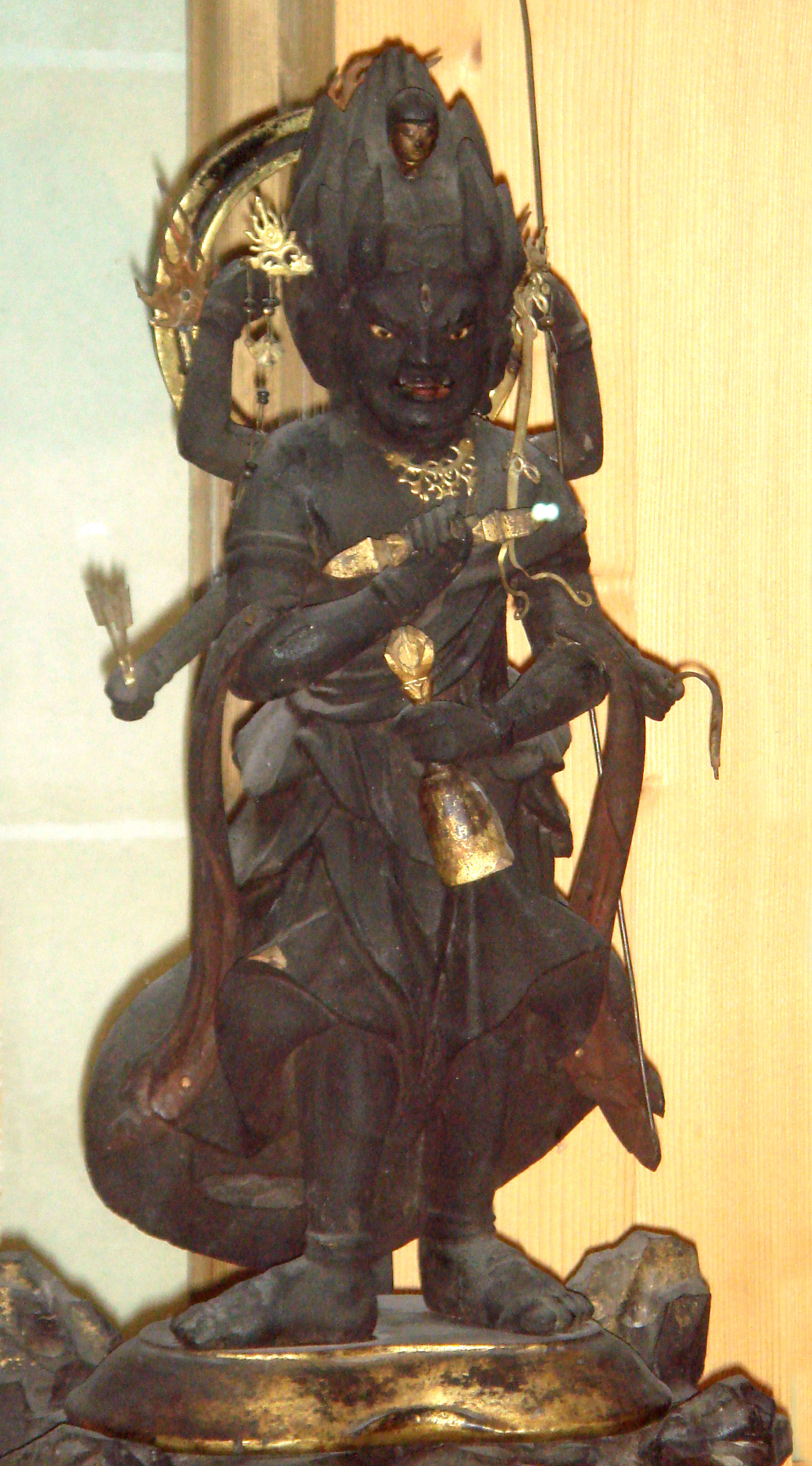
三寶荒神

三寶荒神（さんぼうこうじん、さんぽうこうじん）是日本佛教特有的護法神之一。守護佛法僧三寶，厭離不淨。

## 概要
荒神是佛法和伽藍的守護神。三寶荒神的形像一般是三面六臂或八面六臂（三面像的頭上有5個小面），因治罰暴惡，所以呈現頭髪逆立的憤怒像，和密教的明王像共通。
因為是除去不淨、災難的神，所以江戶時代以降，被視為火神和竈神，多作為竈神祭祀，是廚房常見的神祇。

## 真言
Aum Kampa Kampa Svaha
大荒神施予福德圓滿陀羅尼
「囊莫．三曼多．沒馱喃．誐婆誐婆．珊珊．吽．發吒．娑婆訶．唵．欠婆那．欠婆那．娑婆訶．」

## 關連項目
- 荒神
- 清荒神
- 荒神山
- 荒神岳
- 三寶荒神山
- 土公神

## 外部連結
- 真言三寶宗 大本山 清荒神清澄寺